# Ruota d'Oro
La Ruota d'Oro-GP Festa del Perdono  est une course cycliste italienne disputée à Terranuova Bracciolini dans la province d'Arezzo en Toscane. Il fait partie de l'UCI Europe Tour depuis 2005, en catégorie 1.2. Il est par conséquent ouvert aux équipes continentales professionnelles italiennes, aux équipes continentales, à des équipes nationales et à des équipes régionales ou de clubs. Les UCI ProTeams (première division) ne peuvent pas participer. Depuis 2013, la course est en catégorie 1.2U.
La Ruota d'Oro existait sous forme de course par étapes entre 1978 et 1990.

## Palmarès
| Année     | Vainqueur                  | Deuxième               | Troisième            |
| --------- | -------------------------- | ---------------------- | -------------------- |
| 1978      | Giuseppe Saronni           | Giovanni Battaglin     | Alfio Vandi          |
| 1979      | Francesco Moser            | Giuseppe Saronni       | Roberto Visentini    |
| 1980      | Gianbattista Baronchelli   | Silvano Contini        | Alfredo Chinetti     |
| 1981      | Knut Knudsen               | Francesco Moser        | Gregor Braun         |
| 1982      | Alf Segersäll              | Giuseppe Montella      | Luciano Rabottini    |
| 1983      | Roberto Visentini          | Emanuele Bombini       | Mario Beccia         |
| 1984      | Serge Demierre             | Emanuele Bombini       | Bruno Leali          |
| 1985      | Silvano Contini            | Pierino Gavazzi        | Iñaki Gastón         |
| 1986-1989 | non-disputé                | non-disputé            | non-disputé          |
| 1990      | Maurizio Vandelli          | Pierino Gavazzi        | Andrea Tafi          |
| 1991-2001 | non-disputé                | non-disputé            | non-disputé          |
| 2002      | Giairo Ermeti              | Aleksandr Bajenov      | Giulio Tomi          |
| 2003      | Pasquale Muto              | Alex Gualandi          | Jure Zrimšek         |
| 2004      | Paolo Bailetti             | Rocco Capasso          | Marco Biceli         |
| 2005      | Branislau Samoilau         | Alessio Signego        | Eros Capecchi        |
| 2006      | Sergey Kolesnikov          | Alexey Shchebelin      | Andrey Klyuev        |
| 2007      | Davide Bonuccelli          | Andrius Buividas       | Henry Frusto         |
| 2008      | Ben Gastauer               | Alexander Serebryakov  | Edoardo Girardi      |
| 2009      | Emanuele Moschen           | Alfredo Balloni        | Gianluca Brambilla   |
| 2010      | Francesco Manuel Bongiorno | Matteo Trentin         | Gabriele Pizzaballa  |
| 2011      | Antonino Parrinello        | Carmelo Pantò          | Devid Tintori        |
| 2012      | Mattia Cattaneo            | Viatcheslav Kouznetsov | Andrea Fedi          |
| 2013      | Andrea Toniatti            | Luca Chirico           | Valerio Conti        |
| 2014      | Giacomo Berlato            | Roman Koustadintchev   | Jordan Sarrou        |
| 2015      | Simone Velasco             | Seid Lizde             | Cristian Raileanu    |
| 2016      | Vincenzo Albanese          | Andrea Vendrame        | Michele Corradini    |
| 2017      | Nicolás Tivani             | Filippo Rocchetti      | Luca Raggio          |
| 2018      | Samuele Zoccarato          | Clément Champoussin    | Filippo Rocchetti    |
| 2019      | Nicola Venchiarutti        | Samuele Zambelli       | Francesco Di Felice  |
| 2020      | annulé                     | annulé                 | annulé               |
| 2021      | Andrea Piccolo             | Luca Rastelli          | Alessio Martinelli   |
| 2022      | Jordan Labrosse            | Anders Foldager        | Alex Tolio           |
| 2023      | Gil Gelders                | Francisco Peñuela      | Florian Kajamini     |
| 2024      | Roman Ermakov              | Travis Stedman         | Alessandro Pinarello |